# The Universe Inside
The Universe Inside (с англ. — «Внутренняя вселенная») — седьмой студийный альбом американской рок-группы The Dream Syndicate. Он был выпущен 10 апреля 2020 года лейблом ANTI- Records.
Первый сингл с альбома, «The Regulator», был выпущен 26 февраля 2020 года.

## История
Запись These Times проходила в студии Montrose Recording в Ричмонде (штат Виргиния, США), в ней приняли участие фронтмен Стив Уинн (гитара, вокал) и его коллеги по группе — гитарист Джейсон Виктор (бэк-вокал), клавишник Крис Какавас, басист Марк Уолтон и барабанщик Деннис Дак и специальные гости: Маркус Тенни (саксофон, труба), Стивен Маккарти (электрический ситар, гитара, шестиструнный бас, педальная слайд-гитара, бэк-вокал), Джонни Хотт (перкуссия). Продюсированиме занимались Адриан Олсен, Джон Аньелло и сама группа The Dream Syndicate.
Некоторые группы воссоединяются, потому что хотят повторить былую славу или воссоздать звучание, которое принесло им аудиторию в прошлом. У The Dream Syndicate явно другая цель. В 2012 году Стив Уинн спустя почти четверть века после выхода последнего альбома группы (1988) собрал новый состав своего новаторского пейсли-андеграундного коллектива, и на сцене они показали, что более чем способны вызвать огонь славы группы в 80-х. Однако в студии Dream Syndicate 21-го века проявили себя по-другому: они стали более холодными и открытыми для звуковых исследований, но при этом такими же грамотными и смелыми, как и раньше. The Universe Inside открывается композицией «The Regulator», 20-минутным треком, в котором много гитарных перекрёстных разговоров между Уинном и Джейсоном Виктором, который, безусловно, соответствует наследию великих лид-гитаристов группы, но это не гитарный джем. Песня начинается с некачественного барабанного автомата, дополненного живыми ловушками Денниса Дака и богатым басом Марка Уолтона, и представляет собой путешествие по музыкальному внутреннему пространству, расположенному где-то между психоделией и джазом, триппи, но с чётким ощущением цели, когда она плывёт в неизвестность с помощью саксофона Маркуса Тенни, электропиано Криса Какаваса и ситара Стивена Маккарти (да, вы правильно поняли, ситара).

## Отзывы
| Оценки критиков     | Оценки критиков |
| Источник            | Оценка          |
| ------------------- | --------------- |
| AllMusic            | [ 1 ]           |
| American Songwriter | [ 4 ]           |
| Beats Per Minute    | 69%             |

Альбом получил положительные отзывы музыкальной критики и интернет-изданий.
В своей рецензии на AllMusic Марк Деминг дал альбому четыре звезды из пяти и далее написал, что «… получилась их самая смелая и идиосинкразическая музыка на сегодняшний день. Хотя эта музыка далека от корней Dream Syndicate, это умная и дальновидная музыка, построенная на джемах, которые избегают лени или плохой концентрации. Первые два альбома группы, вышедшие после воссоединения, были прекрасны и глубоко удовлетворительны, но The Universe Inside — это то, чего большинство поклонников никогда не ожидали. Это смелый, сложный и мечтательный материал, который открывает новую территорию для группы и неожиданно добивается успеха на уровне её лучших работ».

## Список композиций
Все тексты песен написаны Стивом Уинном; вся музыка написана Крисом Какавасом, Деннисом Даком, Джейсоном Виктором, Марком Уолтоном, Стивеном МакКарти и Стивом Уинном
| №  | Название                | Длительность |
| -- | ----------------------- | ------------ |
| 1. | «The Regulator»         | 20:27        |
| 2. | «The Longing»           | 7:36         |
| 3. | «Apropos of Nothing»    | 9:32         |
| 4. | «Dusting Off the Rust»  | 9:55         |
| 5. | «The Slowest Rendition» | 10:53        |